# Sam Bettley
Sam Bettley (* 19. února 1991, Spojené království, Anglie) je anglický baskytarista, který hraje v metalcorové skupině Asking Alexandria. V březnu 2016 měl automobilovou nehodu poté, co praskla jedna z pneumatik na jeho dodávce. Sám vyvázl bez zranění.

## Diskografie

### Asking Alexandria
- Stand Up and Scream (2009)
- Stepped Up and Scratched (2011; kompilační album)
- Reckless & Relentless (2011)
- From Death to Destiny (2013)
- The Black (2016)